# Steve Edwards
Steve Edwards (ur. 23 sierpnia 1948) – amerykański reporter telewizyjny.

## Wyróżnienia
Posiada swoją gwiazdę na Hollywoodzkiej Alei Gwiazd.